# ABAP/4
ABAP/4 (англ. Advanced Business Application Programming, нім. Allgemeiner Berichts-Aufbereitungs-Prozessor) — пропрієтарна внутрішня мова програмування високого рівня з коболоподібним синтаксисом, що використовується в додатках корпорації SAP.
Цифра «4», ймовірно[уточнити], символізує приналежність до четвертого покоління мов програмування. Мова була створена в 1980 році для роботи з системою SAP R/2, пізніше успадкована в SAP R/3. Збережена і в наступних версіях програм SAP, поряд з Java стала мовою створення програм для SAP NetWeaver Application Server.
Реалізує роботу з внутрішніми структурами даних, інтерфейсом користувача SAP R/3, транзакціями, звітами, інтерфейсами завантаження та вивантаження даних. Використовується виключно для бізнес-додатків та проміжного програмного забезпечення компанії SAP. Має змогу об'єктно-орієнтованого програмування. Має збирач сміття. Вихідний текст ABAP компілюється («генерується») в ABAP-байт-код («report load»), що запускається у спеціалізованому середовищі виконання.